# 嘉納正治
嘉納 正治（かのう まさはる、1911年5月10日 - 1989年9月21日）は、日本の経営者。白鶴酒造社長、会長を務めた。

## 来歴・人物
兵庫県神戸市出身。1933年に関西学院大学高等商学部を卒業。1947年に白鶴酒造社長に就任し、1983年6月には会長に就任した。
1972年9月に藍綬褒章を受章し、1981年11月に勲三等瑞宝章を受章。
1989年9月21日、心不全のために死去。78歳没。

## 親族
妻の宏子は星島義兵衛の三女。